# HC Buldoci Neratovice
HC Buldoci Neratovice (celým názvem: Hockey Club Buldoci Neratovice) je český klub ledního hokeje, který sídlí v Neratovicích ve Středočeském kraji. Od sezóny 2019/20 působí ve Středočeské krajské soutěži, páté české nejvyšší soutěži ledního hokeje. Klubové barvy jsou modrá a žlutá.
Založen byl v roce 2013 bývalým úspěšným hokejistou Martinem Chabadou, který většinu kariéry hrával za pražskou Spartu. Klub se chce zaměřovat především na práci s mládeží, čímž chce navázat na slavnější období neratovického hokeje, které bylo přerušeno po zániku HC Neratovice. Klub získal licenci v Krajské soutěži mužů a zahájil tak sezonu 2014/15. V prvním roce působení získali Buldoci nové zkušenosti a po ukončení sezony obsadili 4. místo v krajské soutěži. Ve své druhé sezoně v Krajské soutěži mužů 2015/16 obsadili Buldoci konečné 3. místo.
Své domácí zápasy odehrává na zimním stadionu Neratovice s kapacitou 1 200 diváků.

## Přehled ligové účasti
Stručný přehled
Zdroj:
- 2014–2017: Středočeská krajská soutěž (5. ligová úroveň v České republice)
- 2017–2019: Středočeská krajská liga – sk. Západ (4. ligová úroveň v České republice)
- 2019– : Středočeská krajská soutěž – sk. Sever (5. ligová úroveň v České republice)

Jednotlivé ročníky
Zdroj:
Legenda: ZČ - základní část, červené podbarvení - sestup, zelené podbarvení - postup, fialové podbarvení - reorganizace, změna skupiny či soutěže
| Česko (2014 – ) |                                        |           |          |                                       |          |
| Sezóny          | Soutěž                                 | Úroveň    | ZČ       | Play-off, nadstavba, sk. o udržení... | Poznámky |
| 2014/15         | Středočeská krajská soutěž             | 5. úroveň | 4. místo |                                       |          |
| 2015/16         | Středočeská krajská soutěž             | 5. úroveň | 3. místo |                                       |          |
| 2016/17         | Středočeská krajská soutěž             | 5. úroveň | 3. místo | Vítěz                                 | Postup   |
| 2017/18         | Středočeská krajská liga – sk. Západ   | 4. úroveň | 6. místo |                                       |          |
| 2018/19         | Středočeská krajská liga – sk. Západ   | 4. úroveň | 8. místo |                                       | Baráž    |
| 2019/20         | Středočeská krajská soutěž – sk. Sever | 5. úroveň |          |                                       |          |